# Преображенская площадь (станция метро)
«Преображе́нская пло́щадь» — станция Московского метрополитена на Сокольнической линии. Расположена между станциями «Черкизовская» и «Сокольники». Находится на территории района Преображенское Восточного административного округа Москвы. Открыта 31 декабря 1965 года в составе участка «Сокольники» — «Преображенская площадь».

## История и происхождение названия
Станция открыта 31 декабря 1965 года при продлении Кировско-Фрунзенской (ныне Сокольнической) линии на восток от станции «Сокольники». До 1990 года была конечной станцией этой линии. 75-я станция Московского метрополитена. Названа по одноименной площади, на которую выходит. Сама площадь получила название в честь села Преображенское, которое возникло в середине XVII века вокруг храма Преображения Господня, включенного в состав Москвы в 1864 году.

## Вестибюли и пересадки
Станция имеет два вестибюля: восточный, с шестью выходами — на Большую и Малую Черкизовские улицы (сопряжён с подуличным переходом) и западный, с семью выходами — на Преображенскую площадь, к улицам Преображенский Вал, Преображенской, Краснобогатырской, Суворовской, Буженинова и 1-й Бухвостова (также сопряжён с подуличным переходом, открытым в декабре 2006 года).
| Восточный вестибюль Выход в город на Большую и Малую Черкизовские улицы. | 1 путь    | ← к станции «Сокольники»   | Западный вестибюль Выход в город на Преображенскую площадь, к улицам Преображенский Вал, Преображенской, Краснобогатырской, Суворовской, Буженинова и 1-й Бухвостова. |
| Восточный вестибюль Выход в город на Большую и Малую Черкизовские улицы. | платформа |                            | Западный вестибюль Выход в город на Преображенскую площадь, к улицам Преображенский Вал, Преображенской, Краснобогатырской, Суворовской, Буженинова и 1-й Бухвостова. |
| Восточный вестибюль Выход в город на Большую и Малую Черкизовские улицы. | 2 путь    | к станции «Черкизовская» → | Западный вестибюль Выход в город на Преображенскую площадь, к улицам Преображенский Вал, Преображенской, Краснобогатырской, Суворовской, Буженинова и 1-й Бухвостова. |

## Наземные сооружения
Конструкция станции — колонная трёхпролётная мелкого заложения (глубина заложения — 8 м). Сооружена по типовому проекту. На станции два ряда по 38 квадратных колонн с шагом 4 м. Автор проекта — Н. И. Демчинский.
За станцией находился перекрёстный съезд, использовавшийся для оборота составов до дальнейшего продления линии. В настоящее время разобран. Участок пути от станции «Преображенская площадь» до станции «Сокольники» проходит по открытой 330-метровой эстакаде над рекой Яузой (инженер Г. Суворов).
Изначально путевые стены были выложены белой керамической плиткой и тонкими полосками зелёного мрамора, таким же камнем облицованы и колонны. Пол выложен серым и красным гранитом, а вокруг колонн — белым мрамором.
С 2009 по 2010 год компания «Метроспецстрой» проводила замену покрытия путевых стен с белой керамической плитки на вертикальные алюминиевые композитные панели с монтажом настенного облицовочного сайдинга. Облицовка нижней части стен сменилась с чёрной плитки на чёрный мрамор. Название станции было сделано внутри тонких зелёных полосок.

## Наземный общественный транспорт
На этой станции можно пересесть на следующие маршруты городского пассажирского транспорта:
- Автобусы: м60, е66, 34, 34к, 171, 230, 372, 680, т32, н15
- Трамваи: 7, 11, 13, 36, 46

## Станция в цифрах
- Код станции — 003.
- В марте 2002 года пассажиропоток составлял: по входу — 60,1 тысячи человек в сутки, по выходу — 66 тысяч человек в сутки[2].
- Таблица времени прохождения первого поезда через станцию[3]:

| По чётным числам                 | Будние дни | Выходные дни |
| По нечётным числам               | Будние дни | Выходные дни |
| В сторону станции «Черкизовская» | 05:49:00   | 05:49:00     |
| В сторону станции «Черкизовская» | 05:58:00   | 06:00:00     |
| В сторону станции «Сокольники»   | 05:34:00   | 05:33:00     |
| В сторону станции «Сокольники»   | 05:34:00   | 05:33:00     |

## Галерея
| - Центральный зал станции и посадочные платформы до замены облицовки. 19 сентября 2009 - Путевая стена станции «из центра» до замены облицовки. 19 сентября 2009 - Путевая стена станции «в центр» до замены облицовки. 2 ноября 2009 - Название станции до замены облицовки. 18 марта 2008 - Путевая стена станции «из центра» во время замены облицовки. 29 ноября 2009 - Центральный зал станции и посадочные платформы после замены облицовки. 15 ноября 2010 - Путевая стена станции «из центра» после замены облицовки. 17 декабря 2009 - Название станции после замены облицовки. 15 ноября 2010 - Наземный вестибюль. 14 октября 2016 |